# Gargoyles
Gargoyles är en tecknad tv-serie, producerad av Walt Disney Television. Serien består av 78 avsnitt och visades ursprungligen på amerikansk tv åren 1994 till 1997. Till skillnad från de flesta av Disneys tv-serier är Gargoyles mörkare i tonen, och riktar sig till en något äldre publik. Således har den mer gemensamt med samtida tecknade serier som Batman och Spider-Man än andra Disneyproduktioner som Ducktales och Bumbibjörnarna. Inför den tredje säsongen bytte serien namn till Gargoyles – The Goliath Chronicles.
Serien utspelar sig på Manhattan i New York dit en klan av skotska gargoyler, stenstatyer på dagen men på natten krigarvarelser, har blivit uppväckta ur sin 1000-åriga sömn.
Seriens skapare är Greg Weisman, som även arbetat med andra animerade serier som Max Steel och Bionicle.

## Karaktärer
Serien innefattar en mängd olika karaktärer. I centrum står dock sex gargoyles, som tillsammans bildar Manhattan-klanen. Undantaget sin ledare är de alla namngivna efter New Yorks mest kända platser.
- Goliath – hövding för klanen.
- Hudson – klanens äldste, den vise; uppkallad efter Hudsonfloden.
- Brooklyn – den store strategen; uppkallad efter Brooklyn.
- Broadway – klanens godmodige och matglade medlem; uppkallad efter Broadway.
- Lexington – den tekniske; uppkallad efter Lexington Avenue.
- Bronx – klanens hundliknande husdjur; uppkallad efter Bronx.

Andra stora återkommande karaktärer innefattar bl.a.
- Angela – Goliaths dotter som dyker upp ungefär halvvägs genom serien
- Demona – Angelas mor, och klanens huvudfiende.
- Elisa Maza – polisassistent och klanens förtrogna bland människorna. Hyser stora känslor för Goliath och i slutet av säsong 2 blir de ett par.
- David Xanatos – miljonären som bär ansvaret för att klanen återuppväcktes. Går från att vara dess fiende till att bli en nära vän.

Dessutom stöter klanen på besvär såväl med onda, rivaliserande klaner som maktgalna människor.
- Owen Burnett – Xanatos närmaste man.

Bland seriens mer sällan återkommande bifigurer återfinns flera historiska, litterära och mytiska personer och grupperingar – däribland karaktärer ur kung Artur-legenden och William Shakespeares verk, liksom Illuminati-ordern och gudar och gudinnor från flera mytologier.

## Gargoyles i Sverige
Serien har, sin amerikanska popularitet till trots, hittills (april 2006) inte visats i svensk TV. Det femdelade pilotavsnittet gavs dock 1995 ut i en kraftigt nedklippt långfilmsversion på VHS, under titeln Gargoyles – Hjältarna får liv. Att det är en Disneyproduktion nämns dock inte på kassetten, och till skillnad från normal Disneypraxis är filmen textad och inte dubbad.

## Avsnittsguide

### Säsong 1 (1994–1995)
Fredagseftermiddagar på Disney Afternoon
- 1. Awakening Part 1 (1994-10-24)
- 2. Awakening Part 2 (1994-10-25)
- 3. Awakening Part 3 (1994-10-26)
- 4. Awakening Part 4 (1994-10-27)
- 5. Awakening Part 5 (1994-10-28)
- 6. The Thrill of the Hunt (1994-11-04)
- 7. Temptation (1994-11-11)
- 8. Deadly Force (1994-11-18)
- 9. Enter MacBeth (1995-01-06)
- 10. The Edge (1995-01-13)
- 11. Long Way to Morning (1995-01-20)
- 12. Her Brother's Keeper (1995-01-27)
- 13. Reawakening (1995-02-03)

### Säsong 2 (1995–1996)
Måndag till torsdag på Disney Afternoon.
- 14. Leader of the Pack (1995-09-04)
- 15. Metamorphosis (1995-09-05)
- 16. Legion (1995-09-06)
- 17. A Lighthouse in the Sea of Time (1995-09-07)
- 18. The Mirror (1995-09-11)
- 19. The Silver Falcon (1995-09-12)
- 20. Eye of the Beholder (1995-09-13)
- 21. Vows (1995-09-14)
- 22. City of Stone Part 1 (1995-09-18)
- 23. City of Stone Part 2 (1995-09-19)
- 24. City of Stone Part 3 (1995-09-20)
- 25. City of Stone Part 4 (1995-09-21)
- 26. High Noon (1995-09-25)
- 27. Outfoxed (1995-09-28)
- 28. The Price (1995-10-12)
- 29. Revelations (1995-10-26)
- 30. Double Jeopardy (1995-11-06)
- 31. Upgrade (1995-11-09)
- 32. Protection (1995-11-13)
- 33. The Cage (1995-11-16)
- 34. Avalon Part 1 (1995-11-20)
- 35. Avalon Part 2 (1995-11-21)
- 36. Avalon Part 3 (1995-11-22)
- 37. Shadows of the Past (1995-11-23)
- 38. Heritage (1995-11-27)
- 39. Monsters (1995-11-28)
- 40. Golem (1995-12-14)
- 41. Sanctuary (1995-12-18)
- 42. M.I.A. (1995-12-21)
- 43. Grief (1995-12-28)
- 44. Kingdom (1996-02-05)
- 45. The Hound of Ulster (1996-02-06)
- 46. Walkabout (1996-02-07)
- 47. Mark of the Panther (1996-02-08)
- 48. Pendragon (1996-02-12)
- 49. Eye of the Storm (1996-02-13)
- 50. The New Olympians (1996-02-14)
- 51. The Green (1996-02-15)
- 52. Sentinel (1996-02-19)
- 53. Bushido (1996-02-20)
- 54. Cloud Fathers (1996-02-21)
- 55. Ill Met By Moonlight (1996-02-22)
- 56. Future Tense (1996-04-25)
- 57. The Gathering Part 1 (1996-04-29)
- 58. The Gathering Part 2 (1996-04-30)
- 59. Vendettas (1996-05-01)
- 60. Turf (1996-05-06)
- 61. The Reckoning (1996-05-07)
- 62. Possession (1996-05-08)
- 63. Hunter's Moon Part 1 (1996-05-13)
- 64. Hunter's Moon Part 2 (1996-05-14)
- 65. Hunter's Moon Part 3 (1996-05-15)

### Säsong 3 – The Goliath Chronicles (1996–1997)
Visad på ABC på lördagsmornarna. Anses var icke-kanonisk av fans och Greg weisman, seriens skapare.
- 66. The Journey (1996-09-07)
- 67. Ransom (1996-09-14)
- 68. Runaways (1996-09-21)
- 69. Broadway Goes Hollywood (1996-09-28)
- 70. A Bronx Tail (1996-10-05)
- 71. The Dying Of The Light (1996-10-26)
- 72. And Justice For All (1996-11-02)
- 73. Genesis Undone (1996-11-09)
- 74. Generations (1996-11-16)
- 75. ...For It May Come True (1996-11-23)
- 76. To Serve Mankind (1996-11-30)
- 77. Seeing Isn't Believing (1997-02-08)
- 78. Angels In The Night (1997-02-15)

## Serietidningarnas värld
TV-serien fick sin egen serietidning i USA, som utkom med 11 nummer under 1995. Dessutom har ytterligare en handfull serieavsnitt gjorts. Inga av dessa har dock översatts till svenska.